# Adran
 (décembre 2022).

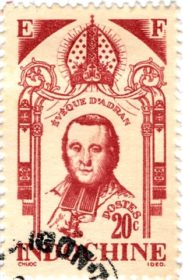
Timbre émis en 1943 par lles autorités de l’Indochine française en l’honneur de Pigneau de Behaine, « évêque d’Adran ».

Adran est le nom d'un ancien évêché in partibus, tiré probablement d'une ancienne ville d'Arabie, voisine de Bosra. Créé au XVIIIe siècle, ce siège titulaire a été supprimé en 1964.
Il a été illustré au XVIIIe siècle par Pigneau de Behaine, titulaire de l'évêché. Le siège a ensuite été affecté à Antonin Fantosati, qui fut martyrisé en Chine en 1900 et canonisé en 2000.